# Würzburska Republika Rad
Würzburska Republika Rad (niem. Würzburg Räterepublik) – krótkotrwała, powołana drogą rewolucji listopadowej 1918/1919 republika socjalistyczna na terenie miasta Würzburg w Wolnym Państwie Bawaria, części Republiki Weimarskiej.